# Billy Cook (Fußballspieler, 1940)
William „Billy“ James McLaughlan Cook (* 26. Juni 1940 in Galston, Schottland; † 2. Juli 2017 in Australien) war ein australischer Fußballspieler schottischer Herkunft.

## Karriere

### Verein
Billy Cook wurde im Jahr 1940 in der schottischen Ortschaft Galston, rund sieben Kilometer östlich von Kilmarnock geboren. Er begann seine Fußballkarriere in seinem Heimatort bei den Galston Amateurs und spielte danach im Nachbarort Ardrossan. Im Alter von 17 Jahren wechselte Cook 1958 zum FC Kilmarnock. Zwischen seinem Debüt, gegen Stirling Albion im Ligapokal am 12. August 1959 und seinem letzten Spiel in der ersten Mannschaft, in der Liga gegen den FC Aberdeen, am 11. März 1961, absolvierte er nur 15 Pflichtspiele (10 in der Liga, 5 im Ligapokal). Am Ende der Saison 1962/63, entschied er sich dazu nach Australien auszuwandern. In Australien spielte er bis zu seinem Karriereende im Jahr 1969 bei von tschechischen Auswanderern gegründeten Slavia Melbourne und wurde sogar Nationalspieler.
Er starb am 2. Juli 2017 im Alter von 77 Jahren.

### Nationalmannschaft
Billy Cook absolvierte zwischen 1965 und 1967 fünf Länderspiele für die Australische Fußballnationalmannschaft, darunter zwei Spiele gegen sein Geburtsland Schottland.